# Auberives-en-Royans
Auberives-en-Royans é uma comuna francesa na região administrativa de Auvérnia-Ródano-Alpes, no departamento de Isère. Estende-se por uma área de 5,07 km². Em 2010 a comuna tinha 379 habitantes (densidade: 74,8 hab./km²).